# Петерсонс, Кристапс
Кристапс Петерсонс (латыш. Kristaps Pētersons род.6 мая 1982, Валмиера) — латвийский контрабасист и композитор.
Окончил Латвийскую академию музыки по классу контрабаса Сергея Бринумса (2005, бакалавриат) и по классу композиции Ромуальда Калсонса (2007, магистратура). С 2005 года играет на контрабасе в Латвийском национальном симфоническом оркестре, с 2015 года также в оркестре Кремерата Балтика.
Как композитор привлёк к себе международное внимание сочинением «Сумеречные песнопения» (англ. Twilight chants; 2009) для двух хоровых групп и контрабаса, на стихи Руми, впервые исполненным Хором Латвийского радио под управлением Сигварда Клявы в Амстердаме, а годом позже в Лиссабоне получившим премию фестиваля Международная трибуна композиторов как лучшее сочинение автора, не достигшего 30 лет.
В 2014 году представил в Латвийской национальной опере камерную оперу «Михаил и Михаил играют в шахматы» (латыш. Mihails un Mihails spēlē šahu, о Михаиле Ботвиннике и Михаиле Тале, либретто Сергея Тимофеева), которая получила Большую музыкальную награду — главную латвийскую музыкальную премию — в номинации «Постановка года».
Автор ряда музыкально-художественных перформансов вместе с художниками Кришем Салманисом и Анной Салмане; их совместная работа «Песня» (латыш. Dziesma), представленная в 2015 году в Латвийском национальном художественном музее и представляющая собой рефлексию по поводу Вселатвийских праздников песни и танца (Петерсонс написал для этой акции концептуальное хоровое сочинение), была удостоена Премии Пурвитиса — главной национальной награды в области современного искусства.